# Steve Ditko
Stephen (Steve) Ditko (Johnstown, Pennsylvania, 2 november 1927 – New York, 29 juni 2018) was een Amerikaans stripauteur. Hij is het bekendst van zijn werk bij Marvel Comics, waar hij onder andere meehielp aan de creatie van Spider-Man. Hij was een aanhanger van Ayn Rands filosofie het objectivisme.

## Biografie

### Jonge jaren en carrière
Steve Ditko was de zoon van Slavische immigranten. Hij had nog een zus en een jongere broer. Hij was goed in handenarbeid en maakte geregeld houten modellen van Duitse vliegtuigen om vliegtuigspotters tijdens de Tweede Wereldoorlog te helpen. Hij werd geïnspireerd door het werk van kranten striptekenaars, onder wie Will Eisner. In 1945 maakte Ditko zijn middelbare school af.
Hij ging studeren aan de Cartoonists and Illustrators School (later de School of Visual Arts) in New York. In 1953 begon hij als tekenaar van stripboeken. Hij werkte onder andere voor Harvey Comics, maar het meeste werk in zijn beginjaren als tekenaar was voor Charlton Comics. Hij bleef naast zijn latere werk voor Marvel Comics ook voor Charlton Comics werken, totdat dit bedrijf in 1986 werd opgedoekt. Hij schreef voor dit bedrijf onder andere horror-, sciencefiction- en mysterieverhalen. Verder bedacht hij samen met Joe Gill in 1960 het personage Captain Atom.

### Marvel Comics
Ditko tekende ook voor Atlas Comics, een van Marvels voorlopers, beginnend met de vier pagina's tellende strip "There'll Be Some Changes Made" in Journey into Mystery nr. 33 (april 1956). Dit debuutverhaal van Ditko werd herdrukt in Marvels Curse of the Weird nr. 4 (maart 1994). Ditko schreef een groot aantal verhalen, waarvan vele inmiddels als klassiek worden gezien. Hij schreef verhalen voor de series Strange Tales, Amazing Adventures, Strange Worlds, Tales of Suspense en Tales to Astonish.
Van 1958 tot 1966 of 1968 (bronnen hierover verschillen) deelde Ditko een studio in Manhattan met tekenaar Eric Stanton, een klasgenoot van hem op de tekenschool.
Ditko was een van de stripauteurs die meewerkte aan de creatie van Spider-Man, maar zijn precieze rol hierbij is onbekend. Joe Simon schreef in zijn autobiografie dat hij en Jack Kirby het personage Spider-Man hadden bedacht. Stan Lee vond het idee wel aardig maar vond de Spider-Man bedacht door de twee heren niets. Daarom gaf hij Ditko de opdracht een nieuwe Spider-Man te ontwerpen.
Na het bedenken van Spider-Man hielp Ditko mee aan de creatie van Dr. Strange in Strange Tales nr. 110 (juli 1963). Hij tekende ook veel verhalen van de Hulk. Verder bedacht hij de Hulks grootste vijand, de Leader, in december 1964. Hij werkte korte tijd mee aan de Iron Man-strips en was de tekenaar die Iron Man zijn bekende rood-gouden harnas gaf. Ditko's Dr. Strange-verhalen werden vaak overschaduwd door zijn Spider-Manverhalen maar waren net zo noemenswaardig vanwege hun surrealistische mystieke landschappen en visuele effecten.
Ditko verliet Marvel Comics uiteindelijk, volgens geruchten na onenigheid met Stan Lee over de geheime identiteit van de Green Goblin. Ditko's werk bij Marvel Comics werd overgenomen door Larry Lieber, John Romita sr. en Marie Severin. Schrijver Roy Thomas verbaasde zich erover dat er drie mensen nodig waren om het werk te doen dat Ditko in zijn eentje had gedaan.

### Charlton en DC Comics
Ditko bleef wel werken voor Charlton Comics. Hier werkte hij in de jaren zestig al aan personages als Captain Atom (1960-61, '65-67), Blue Beetle (1967-68) en The Question (1967-68). Ditko produceerde ook veel werk voor Charltons sciencefiction- en horrorstrips.
In 1967 gaf Ditko zijn ideeën de vrije loop in de vorm van het personage Mr. A, gepubliceerd in de onafhankelijke strip witzend nr. 3. De strip was controversieel en een vreemde ervaring voor veel liefhebbers. Tot het einde van de jaren zeventig bleef Ditko werken aan de Mr. A-strips, en in 2000 publiceerde hij nog eenmaal een Mr. A-verhaal.
In 1968 vertrok Charltonredacteur Dick Giordano naar DC Comics, en Ditko en veel andere schrijvers en tekenaars gingen met hem mee. Bij DC Comics bedacht hij de Creeper (in samenwerking met Don Segall). Samen met schrijver Steve Skeates maakte hij de serie The Hawk and the Dove.
Ditko's verblijf bij DC Comics duurde maar kort. Hij werkte aan zes delen van de Creeper-stripserie maar kondigde halverwege het zesde deel zijn vertrek aan. Wederom waren de precieze redenen voor zijn vertrek onbekend.

### Latere carrière
Ditko keerde terug bij DC Comics in 1975 en bedacht daar de kortlopende serie Shade, the Changing Man (1977-78). Shade werd later zonder Ditko's betrokkenheid nieuw leven ingeblazen. Hij herstartte ook de Creeper-serie en deed verschillende opdrachten voor DC Comics' horror- en sciencefictionverhalen.
Ditko keerde in 1979 terug naar Marvel Comics en nam daar Jack Kirby's Machine Man over. Hij werkte daarna nog enige tijd freelance als medewerker van beide bedrijven, tot aan zijn pensioen in 1998. In zijn laatste jaren als striptekenaar gaf hij zijn eigen unieke draai aan reeds bestaande personages zoals Namor the Sub-Mariner (in Marvel Comics Presents) en de Mighty Morphin Power Rangers. Het laatste belangrijke personage dat hij bedacht voor Marvel Comics was Speedball.
In 1993 schreef hij de strip The Safest Place in the World voor Dark Horse Comics en maakte hij een aantal ruilkaarten voor de Defiant Comics-serie Dark Dominion.

## Eerbetoon
- Ditko werd in 1990 opgenomen in de Jack Kirby Hall of Fame.

- Bibsys: 12072837
- Biblioteca Nacional de España: XX908236
- Bibliothèque nationale de France: cb12012942j (data)
- Catàleg d'autoritats de noms i títols de Catalunya: 981058610866606706
- Gemeinsame Normdatei: 12974672X
- International Standard Name Identifier: 0000 0001 1879 8127
- Library of Congress Control Number: n81054658
- Bibliotheek van het Japanse parlement: 00881373
- Nationale Bibliotheek van Tsjechië: xx0085235
- Nationale bibliotheek van Australië: 36114631
- Nationale Bibliotheek van Israël: 987007443579205171
- Nationale Bibliotheek van Polen: a0000001759374
- Nederlandse Thesaurus van Auteursnamen: 159337208
- Réseau des bibliothèques de Suisse occidentale: 02-A009174867
- Istituto Centrale per il Catalogo Unico: CFIV143083
- SNAC: w6zc8hsv
- Système universitaire de documentation: 080515754
- Trove: 1214694
- Union List of Artist Names: 500109157
- Virtual International Authority File: 96498656
- WorldCat: E39PBJckVrXBJPhH3DCtwvgMyd